# Lysiphlebus shaanxiensis
Lysiphlebus shaanxiensis är en stekelart som beskrevs av Chou och Qiao Ping Xiang 1982. Lysiphlebus shaanxiensis ingår i släktet Lysiphlebus och familjen bracksteklar. Inga underarter finns listade i Catalogue of Life.